# Korkeasaari (ö i Finland, Södra Savolax, Nyslott, lat 62,15, long 29,00)
Korkeasaari är en ö i Finland. Den ligger i sjön Pyyvesi och i kommunen Enonkoski i den ekonomiska regionen  Nyslotts ekonomiska region  och landskapet Södra Savolax, i den sydöstra delen av landet, 300 km nordost om huvudstaden Helsingfors. Öns area är 0,5 hektar och dess största längd är 110 meter i sydöst-nordvästlig riktning.